# Pierre Skawinski
Pierre Skawinski (né le 23 décembre 1912 à Bordeaux et mort le 20 mars 2009 à Biarritz) est un athlète français.

## Biographie
Il participe aux Jeux olympiques d'été de 1936, dans l'épreuve du 400m (il se blesse en demi-finale).
Il a été 14 fois international.
Au début des années trente, il pratiquait le tennis et le hockey sur gazon.
Pionnier du journalisme sportif, il fonde en 1946, le journal L’Élan, repris plus tard par L’Équipe.
Retraité, il pratiquait le golf, l’autre passion sportive de sa vie.

## Palmarès

### Championnats d’Europe
1934 Turin ( ITA ) 
- 400 mètres : 2e : 48 s 0
- Relai 4x400 mètres : 2e : 3 min 15 s 6

### Championnat de France d'Athlétisme
En 1933, 1936 et 1937, il a été champion de France dans le 400m.
En 1937, il a été champion de France au 4X100m, avec Nora, Marjou et Maurice Carlton.

## Honneurs
À Bordeaux, la piste qui s’appelle Besson-Skawinski, en souvenir des « Becistes » Colette Besson et Pierre Skawinski.